# حرب الجيل الخامس

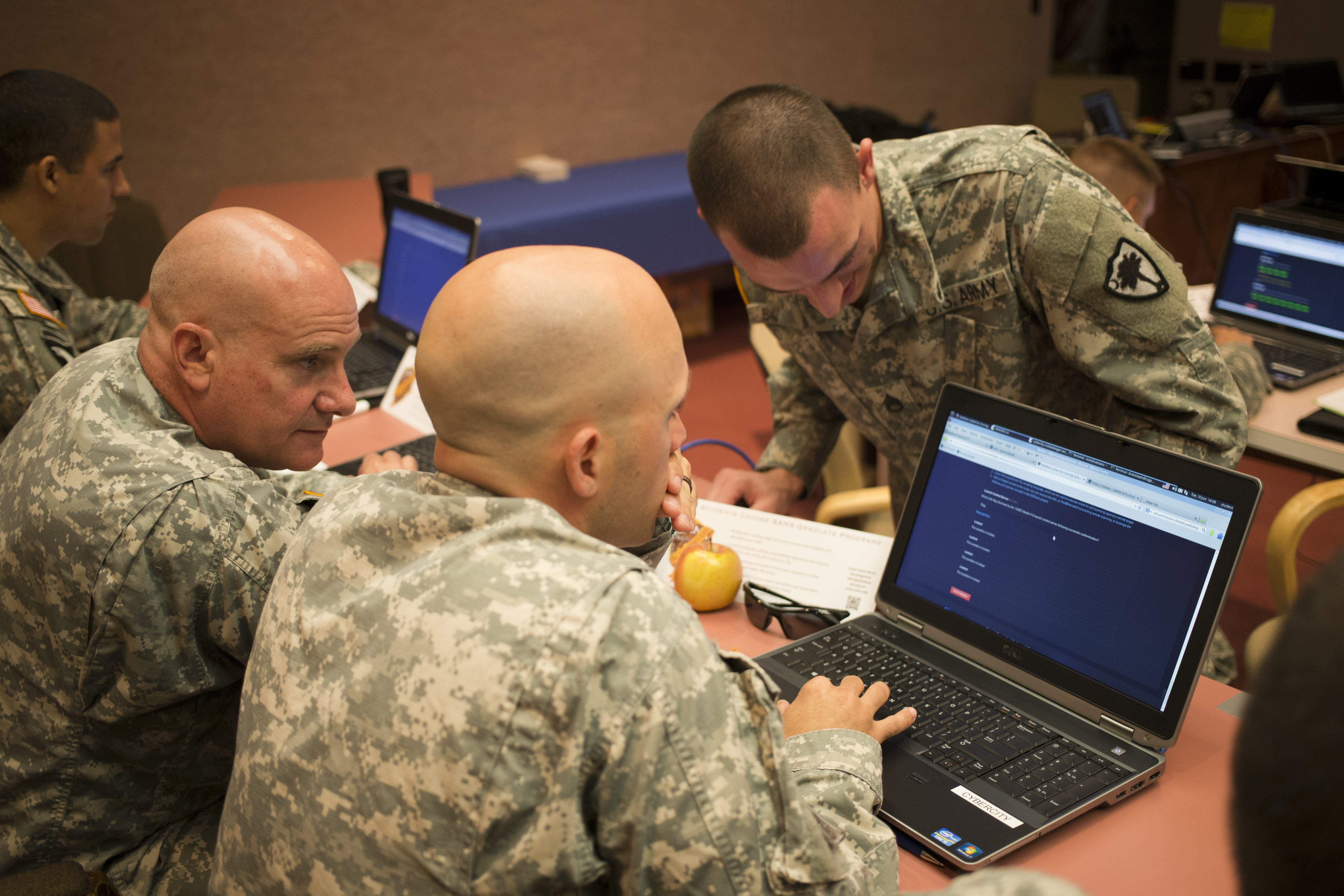
الحرس السيبراني للولايات المتحدة أثناء التدريب استعدادا للحرب السيبرانية.

حرب الجيل الخامس (تكتب اختصاراً بالإنجليزية: 5GW) هي الحرب التي تُنفذ في المقام الأول من خلال العمل العسكري غير الحركي، مثل الهندسة الاجتماعية، والتضليل، الهجمات الإلكترونية، إلى جانب التقنيات المستجدة مثل الذكاء الاصطناعي والأنظمة المستقلة تماماً. وقد وصف دانيال أبوت حرب الجيل الخامس بأنها حرب "معلومات وإدراك". فلا يوجد تعريف متفق عليه على نطاق واسع لحرب الجيل الخامس، وقد رُفض من قبل بعض المختصين، بما فيهم وليام س. ليند، الذي كان أحد المنظرين الأصليين لـ حرب الجيل الرابع.

## التاريخ
اُسْتُخْدِم مصطلح "حرب الجيل الخامس" لأول مرة في عام 2003 بواسطة روبرت ستيل. وفي العام التالي، انتقد ليند هذا المفهوم، بحجة أن الجيل الرابع لم يتحقق بالكامل بعد. وفي عام 2008، اُسْتُخْدِم المصطلح من قبل تيري تيريف،  الذي قدم رسائل الريسين لعام 2003 كمثال محتمل، لكنه ذكر أنه لم يكن متأكداً تماماً مما إذا كان هجوماً من الجيل الخامس، مدعياً "أننا قد لا نتعرف عليه وهو يجري حولنا. أو قد ننظر إلى عدة عقود قادمة ونرى كل منها على أنها من الجيل الخامس". وجادل تيريف: أنه بالرغم من أن حرب الجيل الخامس تسمح "للأفراد ذوي السلطة المطلقة" بالإدلاء ببيانات سياسية من خلال الإرهاب، فإنهم يفتقرون إلى القوة السياسية لتلبية مطالبهم بالفعل.

## الخصائص
قال أليكس بي شميد إن حرب الجيل الخامس تتميز ب "ساحة المعركة الموجودة في كل مكان"، وحقيقة أن الأشخاص المشاركين فيها لا يستخدمون بالضرورة القوة العسكرية، وبدلا من ذلك يستخدمون مزيجاً من القوة الحركية وغير الحركية.
 وقد أشار مؤلفو كتاب "الحرب غير المقيدة"، عام 1999، بقلم العقيد تشياو ليانغ ووانغ شيانغ سوي من جيش التحرير الشعبي، إلى أنه في السنوات التي تلت حرب الخليج عام 1991، انخفض العنف العسكري التقليدي، والذي ارتبط بزيادة "العنف السياسي والاقتصادي والتكنولوجي"، والذي جادلوا بأنه يمكن أن يكون أكثر تدميرا من الحرب التقليدية. وعلى العكس من ذلك، يعتقد توماس بي إم. بارنت أن فعالية حرب الجيل الخامس مبالغ فيها، لأن الإرهاب الذي يقوم به أفراد، مثل تيموثي مك فاي أو تيد كازينسكي، يفتقر إلى دعم الحركات الأكثر تنظيماً. وقد أيده في ذلك جورج مايكل، الذي أشار إلى أن عنف العصابات في الولايات المتحدة كان مسؤولاً عن وفيات أكثر بكثير من هجمات الذئاب المنفردة الإرهابية. وقد وصف إل سي ريس طبيعة حرب الجيل الخامس بأنها صعبة التعريف في حد ذاتها، في إشارة إلى القانون الثالث لكاتب الخيال العلمي آرثر سي كلارك - "أي تقنية متقدمة بما فيه الكفاية لا يمكن تمييزها عن السحر".